# Epipogium
Epipogium is een klein geslacht met naargelang de taxonoom, twee tot veertien soorten orchideeën. Het zijn achlorofiele (planten zonder bladgroen), epiparasitische planten.
Eén soort, de spookorchis (Epipogium aphyllum), komt van nature voor in Europa.

## Naamgeving en etymologie
Synoniemen: Ceratopsis Lindl. 1840, Epipogon S.G.Gmel. 1840, Galera Blume 1825, Podanthera Wight
De botanische naam Epipogium is afgeleid van het Oudgriekse ἐπί, epi (op- of buitenwaarts) en πώγων, pôgôn (baard), wat zou verwijzen naar de positie en/of de gelijkenis van de bloemlip met een baard.

## Kenmerken
De planten van het geslacht Epipogium zijn achlorofiele, epiparasitische planten. De bloeistengel is met schubben bezet en bezit geen groene bladeren. Er zijn geen echte wortels, maar een koraalachtig vertakte rizoom.
De bloem is in vergelijking met de meeste andere orchideeën 180° gedraaid. De bloemlip wijst daardoor naar boven (vandaar de botanische naam) en is drielobbig. Ook het spoor wijst naar boven. De bloem bezit een kort gynostemium.

## Habitat
Epipogium is een geslacht van terrestrische planten die vooral in schaduwrijke bossen voorkomen.

## Verspreiding en voorkomen
Epipogium komt voor in Europa, Afrika, Azië tot in Australië.

## Taxonomie
Epipogium wordt tot de tribus Nervilieae gerekend. Het is de enige vertegenwoordiger van die tribus in Europa.
In Europa komt enkel de spookorchis (Epipogium aphyllum) voor.
De volgende soorten zijn beschreven:
- Epipogium aphyllum (spookorchis) Swartz 1814 (Eurazië)
- Epipogium dentilabellum Ohtani & S.Suzuki
- Epipogium gmelinii Rich.
- Epipogium guilfoylei Benth.
- Epipogium indicum H.J.Chowdhery, G.D.Pal & G.S.Giri
- Epipogium japonicum Makino
- Epipogium nutans Rchb.f. (India, Thailand)
- Epipogium poneranthum Fukuy.
- Epipogium roseum (D.Don) Lindl. (1857) (Afrika, India, Zuidoost-Azië, Nieuw-Guinea, Oceanië)
- Epipogium sessanum S.N.Hegde & A.N.Rao
- Epipogium sinicum Tso
- Epipogium tuberosum Duthie (India)